# 拉特雷图瓦尔
拉特雷图瓦尔（法語：La Trétoire，法語發音：[la tʁetwaʁ] ⓘ）是法国塞纳-马恩省的一个市镇，属于普罗万区。

## 地理
拉特雷图瓦尔（48°52'25"N, 3°15'5"E）面积9.28 平方千米，位于法国法蘭西島大區塞纳-马恩省，该省份为法国北部内陆省份，北起瓦兹省，西接埃松省、马恩河谷省、塞纳-圣但尼省和瓦兹河谷省，南至卢瓦雷省，东南接约讷省，东临马恩省和奥布省，东北接埃纳省。
与拉特雷图瓦尔接壤的市镇（或旧市镇、城区）包括：布瓦特龙、杜村、莫兰河畔奥利、勒拜、萨布洛尼耶尔、圣莱热。

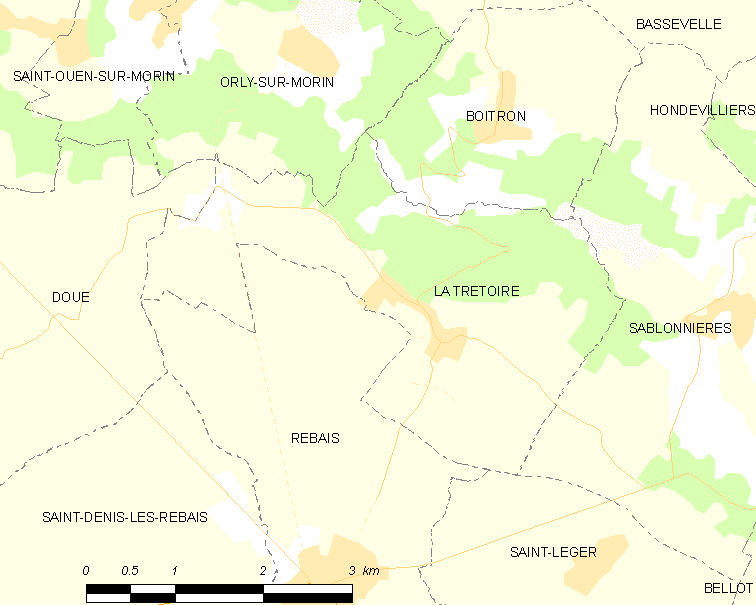
拉特雷图瓦尔的OSM定位图

拉特雷图瓦尔的时区为UTC+01:00、UTC+02:00（夏令时）。

## 行政
拉特雷图瓦尔的邮政编码为77510，INSEE市镇编码为77472。

## 政治
拉特雷图瓦尔所属的省级选区为库洛米耶县。

## 人口

1962-2008年间拉特雷图瓦尔人口变化图示

拉特雷图瓦尔于2022年1月1日时的人口数量为467人。